# William de Brailes
William de Brailes (activo c. 1230 - c. 1260) fue un iluminador de manuscritos del gótico temprano inglés, presumiblemente nacido en Brailes, Warwickshire. Firmó dos manuscritos y aparentemente trabajó en Oxford, donde está documentado desde 1238 hasta 1252, siendo dueño de una propiedad en Catte Street, cerca de la University Church of St Mary the Virgin, aproximadamente en el sitio que ahora ocupa la capilla de All Souls College, donde vivieron varios comerciantes de libros. Estaba casado con Celena, pero evidentemente también ostentaba órdenes menores, como lo muestran al menos tres autorretratos con tonsura clerical. Esto no era inusual: en esta fecha, y con la excepción del monje de St. Albans Matthew Paris, el único otro iluminador inglés del período del que tenemos información personal significativa, la mayor parte de la iluminación inglesa parece haberse realizado en talleres comerciales dirigidos por laicos.

## Manuscritos

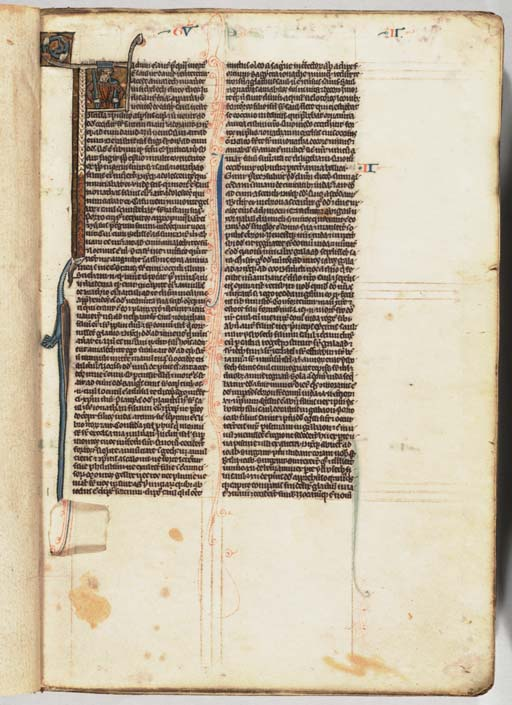
Página típica de una pequeña biblia brailes

William de Brailes iluminó Biblias, salterios, un Libro de Horas y textos seculares, y también pudo haber sido escriba. Está asociado con un estilo distintivo, pero otros artistas también trabajaron de esta manera, y es difícil distinguir su mano de la de ellos. El estilo se caracteriza por figuras gesticulantes enérgicas, aunque con un rango limitado de expresión facial y una preocupación por la narrativa. Las barras ornamentales se extienden desde las iniciales historiadas hasta la parte superior o los lados del texto, una característica de transición del estilo románico al estilo gótico maduro, donde los bordes decorativos recorren toda la página. Las miniaturas algo más grandes a menudo contienen diferentes escenas en círculos separados. La mayoría de sus manuscritos tienen un tamaño de página similar al de un libro de bolsillo moderno estándar, y reflejan la tendencia hacia la propiedad personal de los libros por parte de miembros del clero y laicos acomodados.
Las principales obras atribuidas a Brailes y su taller incluyen:

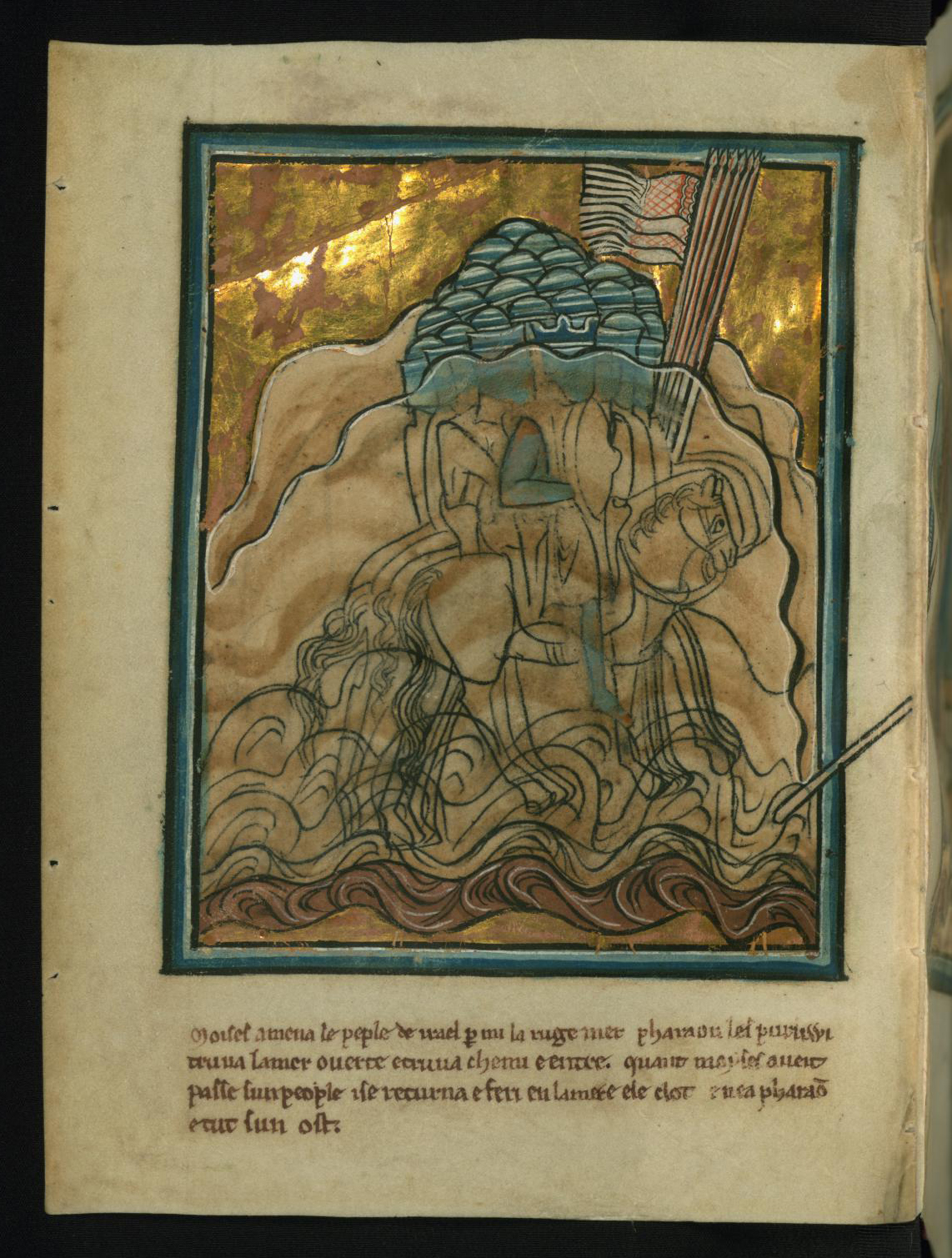
Página, probablemente de un salterio (Ms W.106, f. 11v), que muestra el cruce del Mar Rojo (Éxodo 14:26:30)

- "De Brailes Hours" en la Biblioteca Británica (Add MS 49999)[5]  es el libro de horas en inglés separado más antiguo que se conserva (se ha afirmado incorrectamente que es el más antiguo en cualquier lugar y el prototipo de la forma),[6] el tipo de libro que se convertiría en el principal vehículo de iluminación a finales de la Edad Media. Probablemente fue creado para una laica desconocida cuyo "retrato" genérico se muestra cuatro veces. Se ha sugerido que era de North Hinksey, cerca de Oxford, y posiblemente se llamaba Suzanna.[7] Firmado dos veces por "W. de Brail", agregando una vez "q[ui]. me depeint" ("quién me pintó"). A pesar de su pequeño tamaño de 150 x 123 mm, contiene un gran número de iniciales historiadas y miniaturas a toda página que introducen secciones.
- Una serie de pequeñas hojas (135 x 98 mm) iluminado en uno o ambos lados con miniaturas de página completa, probablemente de un salterio (quizás un salterio ahora en Estocolmo que tiene una inicial principal historiada por de Brailes),[8] con veinticuatro ahora en el Museo de Arte Walters, Baltimore, y siete en la Colección Wildenstein, Musée Marmottan Paris.[9]
- "El Salterio del Nuevo Colegio ", en 350 x 250 mm, la "obra más grande y elaborada existente del taller de Brailes", y relativamente tardía, este trabajo pertenece a la categoría de salterios de lujo, con un calendario iluminado y abundante decoración en todas partes, aunque no hay un ciclo completo. miniaturas de página.[10]
- Miniaturas de un Salterio, que consta de seis hojas en el Museo Fitzwilliam y una en la Biblioteca Morgan, de una serie de iluminaciones de página completa sobre el Antiguo y Nuevo Testamento (215 x 143 mm).
- Biblia con algunas misas (Biblioteca Británica, Harley MS. 2813) – que le fue atribuida recientemente-  para un patrón franciscano, 183 x 133 mm, con dos iniciales historiadas restantes.[11]
- Biblia con algunas Misas, en la Bodleian Library, Oxford. Un pequeño (167 x 116 mm) Biblia, probablemente hecha para un patrocinador dominicano .[12]
- Biblia en Gonville and Caius College, Cambridge: el "ejemplo sobreviviente más elaborado de ilustración de la Biblia" del taller, con 79 iniciales iluminadas, en su mayoría historiadas, desde las cuales la decoración generalmente se extiende por la página. 245x175 milímetro[13]

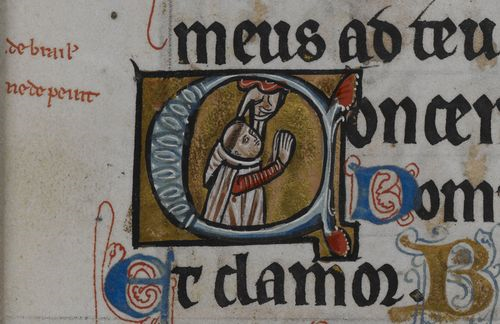
Folio 43r de De Brailes Hours (British Library Add MS 49999) que muestra un autorretrato firmado por "W de Brailes que me pintó" (margen izquierdo).

- Una Biblia cuyos fragmentos sobrevivientes están dispersos entre varias colecciones: la porción principal sobreviviente (155 folios) es Lewis Ms E 29 en la Biblioteca Libre de Filadelfia, 182 x 113 mm, con muchas iniciales historiadas.[15] Catorce hojas de este manuscrito se encuentran ahora en la Biblioteca Lilly de la Universidad de Indiana como Ricketts C: 1 (1 hoja), Ricketts III: 25 (1 hoja) y Ricketts III: 53 (12 hojas). Otras hojas de este mismo manuscrito se encuentran dispersas en colecciones privadas en Inglaterra.